# Corning (Arkansas)
Corning és una ciutat i una de les dues seus del Comtat de Clay (Arkansas) als Estats Units d'Amèrica.

## Demografia
Segons el cens del 2000 Corning tenia 3.679 habitants, 1.553 habitatges, i 1.018 famílies. La densitat de població era de 443,9 habitants/km².
Dels 1.553 habitatges en un 27,9% hi vivien nens de menys de 18 anys, en un 51,6% hi vivien parelles casades, en un 10,5% dones solteres, i en un 34,4% no eren unitats familiars. En el 30,7% dels habitatges hi vivien persones soles el 18,2% de les quals corresponia a persones de 65 anys o més que vivien soles. El nombre mitjà de persones vivint en cada habitatge era de 2,32 i el nombre mitjà de persones que vivien en cada família era de 2,88.
Per edats la població es repartia de la següent manera: un 23,3% tenia menys de 18 anys, un 8,9% entre 18 i 24, un 25,9% entre 25 i 44, un 22% de 45 a 60 i un 19,9% 65 anys o més.
L'edat mediana era de 39 anys. Per cada 100 dones de 18 o més anys hi havia 82,5 homes.
La renda mediana per habitatge era de 21.200 $ i la renda mediana per família de 29.485 $. Els homes tenien una renda mediana de 22.095 $ mentre que les dones 16.383 $. La renda per capita de la població era de 12.953 $. Entorn del 18,9% de les famílies i el 23,2% de la població estaven per davall del llindar de pobresa.

## Poblacions properes
El següent diagrama mostra les poblacions més properes.